# 杉本周作
杉本 周作（すぎもと しゅうさく、1973年7月27日 - ）は、大阪府出身のプロゴルファー。

## 来歴
10歳の時にゴルフを始め、ジュニア時代には目立った成績はなかったが、近畿大学在学中に腕を上げ、1994年に関西アマで優勝。同年の日本アマも通算3アンダーで優勝し、1995年の同大会ではプレーオフの1ホール目でベテラン阪田哲男を下して2連覇を果たした。
1996年3月には今野康晴と共にアズメディアゴルフのスカラシップ生に選ばれ、同年10月には卒業後すぐのプロテストにトップ合格 。
後輩の清水重憲がバッグを担いだデビュー戦のブリヂストンオープンでは予選通過を果たし、杉本は余勢を駆ってQTを通過、ツアー前半戦の出場権を手に入れ、卒業後の進路が決まっていなかった清水にプロキャディにならないかと誘った。
1997年の日本プロでは2日目に7バーディで、最終18番のボギーがなければ7アンダーペースのプレーであったが、追い込んで河村雅之と通算10アンダーの首位タイに並んだ。3日目には通算13アンダーで河村・横田真一と共に2日連続首位タイで並び、最終日は前半、横田と共にパープレーであったが、後半も停滞。最終18番パー5を迎えた時点で首位の丸山茂樹と2打差で、僅かながら追いつく可能性があったが、結局、最終ホールはパーで2位に終わった。ゴルフダイジェストでは3日目の午前中を走り続け4バーディの31、インで2バーディ、1ボギーの35で米山剛に追いつき通算14アンダーの2位タイに着け、最終的には4日間60台で桑原克典・原田三夫と並んでの3位タイに入った。
1998年にはデサントクラシック・東海クラシック7位タイ を経て、関西オープンで優勝 。
Philip Morris Championshipでは3日目に危ないパーが随所にありながらも、長いパットが入るなどボギーなしの5バーディで67とスコアを伸ばし、通算13アンダーの単独首位に立った。最終日は2番バーディと良い出だしも、ボギーを連発し、18番でバーディも時既に遅く、4位タイに終わった。アコムインターナショナルでは2日目にイーグルもなかったがボギーもなく横尾要を急追し、最終的には宮瀬博文と並んでの5位タイに入った。　
1997年に賞金ランク60位で初のシード入りを果たすと、1998年は同ランク47位で、2年連続シード権を獲得。
1999年は東建コーポレーションカップで初日に16番ミドルでピン左12mのスライスライン、17番ショートではピン上10mをそれぞれ沈め、最後の18番ではピン右50cmに着ける。上がり3ホールを3連続バーディで締めて、トータル5バーディ、ノーボギーで、金子柱憲・谷口徹と並んでの5アンダー首位タイに立った。
ダイドードリンコ静岡オープンでは2日目にベストスコア66をマークして4位に浮上し、最終日には10バーディ、2ボギーと大爆発。インの11パットを含むトータル24パット、スコア30の通算10アンダーで追い上げたが、首位の金鍾徳（韓国）に1打差で敗れ、2位に終わった。
兵庫県オープンでは初日を野上貴夫・倉本泰信・白潟英純と共に69の6位タイでスタートし、最終日には66をマークして、野上・大井手哲を抑えて優勝。
ダイドー静岡オープンで2位になった他はベスト10に入った試合はなかったが、後半戦で着実に予選をクリアし、1999年の賞金ランキングは42位で3年目のシードを守った。
2000年には久光製薬KBCオーガスタでは2日目に8番ホール、パー3のティショットでプロ初のホールインワンを達成し、賞金10万円を獲得。3日目には2番でいきなり4オン2パットのダブルボギーを叩くが、続く3番で14～15mを入れてパーセーブし、4番はピン手前7m、5番は4m、5番は50cmが入っての3連続バーディを決め、66の猛チャージで通算13アンダー、首位タイに並んだ。最終日は伊沢利光との一騎討ちという雰囲気でスタートしたが、3番パー3のバーディ・ボギーで早くも2打差となり、6番ホールではバーディも伊沢はイーグルで、最終的には4バーディ、3ボギーと伸ばせず単独2位に終わった。同大会が始まるまで稼いだ賞金は330万円弱でランキングも105位であったが、一気に900万円をプラスして42位に浮上し、シードに必要だと予想される金額をほぼクリア。前年の日本プロマッチプレーから久光製薬KBCオーガスタまでの1年間の賞金獲得額で決まる次週のマッチプレーの出場権まで得て、大健闘であった。
住友VISA太平洋マスターズでは初日に7バーディ、1ボギーで宮本勝昌と共に6アンダーと好調に伸ばして首位タイ 、2日目は1アンダーで伊沢と並んで3位タイとした。
2001年には開幕戦の東建コーポレーションカップでジーブ・ミルカ・シン（インド）と並んでの4位タイに入ったが、その後は完治には手術が必要、とまで言われた持病のヘルニアに加え、スイングにも悩んで低迷し、全日空オープンで6度目の予選落ちを喫した。その翌週である三井住友VISA太平洋マスターズの週の月曜日に、芹澤信雄から呼び出しがかかり、共に回った練習ラウンドで、いくつかショットの指摘を受ける。その中でも「体の横ぶれが大きすぎる」とのアドバイスを杉本なりに噛みくだき「スタンスを狭く取ることで、体の回転をスムーズにする」と課して試合に臨むと、効果が出始め、40位、26位と毎週、確実に順位を上げる。ジョージア東海クラシックでは初日にノーボギーの66で回って4位スタートを決め、最終的には10位タイに入った。
2002年のブリヂストンオープンを最後にレギュラーツアーから引退し、現在は門真市で「プロゴルファー杉本周作ゴルフスクール」の講師、堺市北区の「富士ゴルフセンター」でインストラクターを務める。

## 主な優勝
- 1998年 - 関西オープン
- 1999年 - 兵庫県オープン